# 3e Leger (Verenigde Staten)
Het Derde leger of ook United States Army Central is een veldleger van de Verenigde Staten.

## Geschiedenis

### Eerste Wereldoorlog
Het Derde Leger werd opgericht op 7 november 1918 te Chaumont, Haute-Marne in Frankrijk. Op 15 november nam generaal-majoor Joseph T. Dickman het bevel. Het leger bestond uit zeven divisies en drie legerkorpsen: het IIIe Korps onder generaal-majoor John L. Hines, het IVe korps onder generaal-majoor Charles Muir en het VIIe Korps onder generaal-majoor William G. Hahn en uit zeven divisies.
Ze bezetten op 17 november 1918 Duitsland. Op 13 december om 7u00 trokken ze de Rijn over. Op 15 december vestigden ze hun hoofdkwartier te Koblenz. Op 19 december telden ze 9.638 officieren en 221.070 soldaten. Op 4 februari 1919 namen ze de controle over Trier.
Op 20 april 1919 nam luitenant-generaal Hunter Liggett het bevel. Op 14 mei 1919 gaf Maarschalk Ferdinand Foch bevel om in actie te komen als Duitsland overgave zou weigeren. Op 20 mei 1919 stuurde Marschalk Foch troepen naar Weimar en Berlijn. Op 27 mei 1919 informeerde Maarschalk John J. Pershing dat het leger zich moest klaarmaken om aan te vallen. Op 19 juni 1919 verwittigde generaal Pershing Marschalk Foch dat het Derde Leger op 23 juni Abdij Limburg, Westerburg, Hachenburg en Altenkirchen ging bezetten. Na ondertekening van het Verdrag van Versailles werd het Derde Leger op 2 juli 1919 ontbonden.

### Tweede Wereldoorlog
In augustus 1932 werd het derde leger weer geactiveerd. Luitenant-generaal Walter Krueger begon de manschappen te oefenen. Hij werd opgevolgd door Luitenant-generaal Courtney Hodges. In december 1943 reisde het derde leger naar Engeland. George Patton kreeg het bevel en trok Frankrijk binnen op weg naar de Saar in Duitsland. Vanwege het Ardennenoffensief moest Patton zwenken om Bastenaken te ontzetten. Daarna stak het 3e leger de Rijn over. Ze rukten op naar Oostenrijk en bevrijdden in mei het concentratiekamp Mauthausen-Gusen en eindigden in Tsjecho-Slowakije, als meest oostelijk van alle Amerikaanse eenheden.
Het derde leger bezette Duitsland tot 1947.

### GolfoorlogenIrakoorlog
In augustus 1990 viel Saddam Hussein Kuwait binnen en werd het derde leger naar Saudi-Arabië gestuurd. Het derde leger voerde Operatie Desert Storm uit waarbij ze het zuiden van Irak binnenvielen en de Iraakse Republikeinse Garde versloegen.
In 2003 voerden ze Operatie Iraqi Freedom uit en bezetten ze Bagdad.